# Малък Персенк
Връх Малък Персенк (2074) е втори по височина връх в Родопския дял Чернатица. На югозапад по билото е свързан с малко по-високия връх Голям Персенк (2091), а на север главното било на рида продължава към върховете Червен и Модър. Върхът е изграден от риолити и склоновете му са покрити с гъсти иглолистни гори. Въпреки това от него се разкрива прекрасна панорама на юг. Изкачва се от хижа Персенк по реставриран римски път до прохода Мезаргедик и пътека с маркировка до върха за 1 час и 30 минути и хижата „Скални мостове“ по пътека с маркировка през Мезаргедик (Гробен проход) за 1 час и 30 минути.